# 오가시와 쓰요시
오가시와 쓰요시(일본어: 小柏 剛, 1998년 7월 9일~)는 일본의 축구 선수이다.

## 구단 경력
그는 2020년 J1리그의 홋카이도 콘사돌레 삿포로에 입단했다. 2023년까지 69경기에 출전하여, 15득점을 넣었다. 2024년 FC 도쿄로 이적했다.